# Goodbye, My Fancy
Goodbye, My Fancy ist ein US-amerikanischer Spielfilm mit Joan Crawford unter der Regie von Vincent Sherman aus dem Jahr 1951. Der Film basiert auf dem gleichnamigen Theaterstück von Fay Kanin.

## Handlung
Die Kongressabgeordnete Agatha Reed kehrt an ihr College zurück, um eine Auszeichnung entgegenzunehmen. Kurz vor ihrem damaligen Abschluss wurde Agatha von der Einrichtung verwiesen, weil sie eine Diskussionsrunde über politische Streitpunkte geleitet hatte. Ihr damaliger Hauptgegner Dr. James Merrill ist heute Rektor des College. Beide waren damals, trotz der politischen Differenzen, sehr verliebt ineinander.
Kaum stehen sie sich nach den Jahren wieder gegenüber, flammt die alte Leidenschaft wieder auf. Allerdings hat die Zeit nichts getan, um die Unterschiede in der politischen Grundeinstellung der beiden zu überbrücken. Unversöhnlich prallen ihre Ideale aufeinander und beide streiten sich ständig, wenn sie sich nicht gerade ihrer Zuneigung versichern. Dann taucht Matt Cole auf, ein Pressephotograph, der Agatha schon seit Jahren verehrt. Am Ende erkennt Agatha dann endlich, wen sie wirklich liebt, und entscheidet sich für Cole.

## Hintergrund
Für ihre Darstellung in Solange ein Herz schlägt gewann Joan Crawford auf der Oscarverleihung 1946 den Oscar als beste Hauptdarstellerin und auch die nächsten Filme Humoreske und Hemmungslose Liebe blieben auf dem hohen Niveau. Ihre Karriere neigte sich jedoch ab Ende der Dekade wieder einem toten Punkt entgegen. Das Studio fand keine geeigneten Rollen und nach dem Erfolg des überhitzten Melodramas Die Straße der Erfolgreichen war Crawford festgelegt auf die Darstellung ambitionierter Frauen, die sich ohne jede Rücksicht ihren Platz erkämpfen.
Nach einigen Auftritten in dramatischen Rollen beschlossen die Produzenten, Joan Crawford eine Komödienrolle zu geben, um ihr Image weicher und femininer erscheinen zu lassen. Die Wahl fiel auf Goodbye, My Fancy, einem Boulevardstück von Fay Kanin mit politischen Untertönen, in dem Madeleine Carroll in der Saison 1948/49 einen großen Erfolg feierte. Das Stück brachte es auf insgesamt 446 Aufführungen und bedeutete den Durchbruch für die bis dahin unbekannte Theaterschauspielerin Shirley Booth. Der Titel stammt aus dem gleichnamigen Gedicht von Walt Whitman und spielt auf das zentrale Thema der Komödie an. Es geht um das Wiedersehen mit der ersten Liebe und die Frage, was von den damaligen Idealen und Überzeugungen nach vielen Jahren noch Bestand haben mag. Das Stück lag damit auch in der Tradition von Der beste Mann, in dem es ebenfalls um den Zusammenstoß zwischen eher konservativen politischen Ideen und liberalen Einstellungen ging. Die Dreharbeiten verliefen unter der Regie von Vincent Sherman, der bereits bei den beiden vorangegangenen Filmen von Crawford die Verantwortung hatte, relativ angespannt. Die Schauspielerin war sich im Klaren, dass ihr Vertrag bei Warner Brothers sich dem Ende zuneigte. Im Folgejahr verließ sie das Studio und schafft mit ihrem Auftritt als bedrohte Heldin in Maskierte Herzen ein erneutes Come-Back und die dritte Nominierung für den Oscar.
Joan Crawford war nach eigenem Bekunden selber überrascht, als ihr die Rolle angeboten wurde. Gegenüber Roy Newquist meinte sie Jahrzehnte später:

„Als ich das Drehbuch zum ersten Mal las, dachte ich, Warners würden mir die Rolle nur anbieten weil sie weder Kate Hepburn noch Roz Russell haben konnten. Ich glaube immer noch, dass sie diese Art von spritziger Polit-Komödie hätten besser spielen können als ich es tat.“

## Kinoauswertung
Das Budget von 1.312.000 US-Dollar entsprach den mittlerweile durchschnittlichen Aufwendungen für einen Crawford-Film. An der Kinokasse erwies sich Goodbye, My Fancy als unpopulär und spielte in den USA lediglich eine Summe von 1.130.000 US-Dollar ein, den niedrigsten Wert für einen Film der Schauspielerin seit Jahren überhaupt. Hinzu kamen noch einmal bescheidene 228.000 US-Dollar aus dem Ausland. Mit einem Gesamtergebnis von 1.358.000 US-Dollar erwies sich Goodbye, My Fancy als finanzieller Flop und machte den fortschreitende Verfall der Zugkraft von Joan Crawford an der Kinokasse deutlich.

## Kritiken
Die Kritiken waren meist negativ. Crawfords hochdramatischer Stil würde, so die überwiegende Meinung, nicht zu dieser Art von Konversationskomödie passen.
Bosley Crowther ließ in gewohnter Weise kein gutes Haar an der Schauspielerin in seiner Rezension in der New York Times:

„Die Schauspielerin ist bekannt für ihr aggressives Verhalten und ihr imposantes Auftreten. Das ist jedoch auch das Problem von "Goodbye, My Fancy". Die von Crawford dargestellte Kongressabgeordnete ist so kühl und unnahbar wie die Kuppel auf dem Kapitol.“